# Melanomya mitis
Melanomya mitis är en tvåvingeart som först beskrevs av Henry J. Reinhard 1945.  Melanomya mitis ingår i släktet Melanomya och familjen spyflugor.
Artens utbredningsområde är Manitoba. Inga underarter finns listade i Catalogue of Life.